# Argythamnia argentea
Argythamnia argentea är en törelväxtart som beskrevs av Charles Frederick Millspaugh. Argythamnia argentea ingår i släktet Argythamnia och familjen törelväxter. IUCN kategoriserar arten globalt som starkt hotad. Inga underarter finns listade i Catalogue of Life.